# Unión Sindical Obrera
La Unión Sindical Obrera (USO) es un sindicato español. Fue fundado en los años 1950 en núcleos cristianos de clase obrera. Alcanzó una notoria presencia durante la transición. Actualmente es la tercera fuerza sindical de ámbito nacional español tanto en número de afiliados como por delegados sindicales.

## Historia
En el año 1961, se aprueba la Carta Fundacional y se constituye la "Unión Sindical Obrera" en la clandestinidad. Cinco años más tarde, en el año 1966, se fundó la Unió Sindical Obrera de Cataluña (USOC). En 1972  en Madrid son detenidos por la policía 9 dirigentes de la USO. El sumario del Tribunal de Orden Público era el 261-72; tras la muerte de Franco, son amnistiados. Coincidiendo con el año de su legalización, gran parte de la organización se integró en la UGT y, en 1980, otra parte de la militancia ingresó en Comisiones Obreras, lo cual la dejó bastante debilitada, aun manteniendo su perfil autónomo respecto a partidos políticos.
En la actualidad, es la tercera central sindical en representación en España, llegando a superar la cifra de 141.399 afiliados y con 11.800 delegados sindicales certificados por el Ministerio en toda España, con una importante representatividad en el sector de la seguridad privada, en los empleados públicos, en Enseñanza, en sector aéreo y en grandes grupos industriales, lo que le permite negociar más de 500 convenios colectivos.
Además, USO es el único sindicato de ámbito nacional que tiene una Caja de Resistencia y Solidaridad (CRS) permanente para ayudar económicamente a sus afiliados, y confirma su carácter solidario a través de su ONGD, Sotermun (Solidaridad con los Trabajadores del Tercer Mundo).
En octubre de 2005, la USO se integró en la Confederación Europea de Sindicatos (CES), y en el año 2006 fue miembro fundador de la Confederación Sindical Internacional, fruto de la fusión de la CMT y la CIOSL junto a centrales sindicales independientes.

## Dirigentes
Después de la escisión hacia la UGT, durante 25 años su secretario general fue Manuel Zaguirre, que asumió el cargo con solo 28 años. Tras el VII Congreso (13 de abril de 2002), Zaguirre dejó la Secretaría General, creándose el cargo de Presidente Honorífico para él, y conservando el cargo de vicepresidente de la Confederación Mundial del Trabajo (CMT).

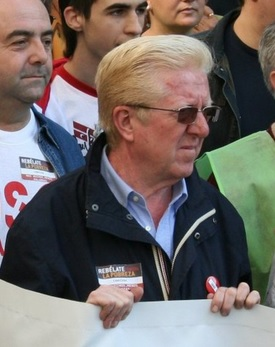
Manuel Zaguirre en 2007

Lo sucedió como secretario general Benito López González, que venía de ser secretario general de USO-Canarias. Benito López ocupó la Secretaría General hasta diciembre de 2005, cuando se celebró el VIII Congreso.
En este VIII Congreso, resultó elegido Julio Salazar Moreno. Julio Salazar fue secretario general de USO por tres mandatos. Del 22 al 24 de noviembre de 2017, se celebró en Santander el 11º Congreso Confederal, del que resultó elegido Joaquín Pérez da Silva como secretario general del sindicato.
Joaquín Pérez formaba parte de la Comisión Ejecutiva Confederal como secretario de Comunicación y Formación Sindical. Es profesor y sus primeros pasos en USO los dio en la Federación de Enseñanza de USO-Madrid.
Julio Salazar continuó como presidente de la ONGD de USO Sotermun y fue elegido por los congresistas para presidir la Comisión de Transparencia Económica.
El actual secretario general de USO es Joaquín Pérez, elegido en el XI Congreso Confederal, celebrado en Santander (Cantabria) en 2017, y reelegido por unanimidad en Granada, en el XII Congreso Confederal, celebrado del 28 al 30 de marzo de 2022.

## Órganos confederales
Sus órganos confederales son los siguientes:
- Comisión Ejecutiva Confederal
- Comité Confederal
- Consejo Confederal
- Congreso Confederal
- Comisión Confederal de Garantías
- Comisión de Transparencia Económica

## Sedes
La USO tiene estructura organizativa con presencia en todas las comunidades autónomas de España y con uniones en las provincias.
- USO Unión Regional de Andalucía
- USO Unión Regional de Comunidad de Madrid [www.uso-madrid.es]
- USO Unión Regional de Aragón
- USO Unión Regional de Baleares
- USO Unión Regional de Canarias
- USO Unión Regional de Cantabria
- USO Unión Regional de Castilla y León
- USO Unión Regional de Castilla-La Mancha
- USOC Unión Regional de Cataluña
- USO Unión Regional de Ceuta
- USOV Unión Regional de Comunidad Valenciana
- USO Unión Regional de Extremadura
- USO Unión Regional de Galicia
- USO Unión Regional de La Rioja
- USO Unión Regional de Melilla
- USO Unión Regional de Navarra
- LSB-USO Langile Sindikal Batasuna – Unión Sindical Obrera de Euskadi
- USO Unión Regional de Principado de Asturias
- USO Unión Regional de Región de Murcia
- USO Unión Provincial de Almería
- USO Unión Provincial de Cádiz
- USO Unión Comarcal del campo de Gibraltar
- USO Unión Provincial de Córdoba
- USO Unión Provincial de Huelva
- USO Unión Provincial de Jaén
- USO Unión Provincial de Málaga
- USO Unión Provincial de Sevilla